# Sieben Berge (Höhenzug)

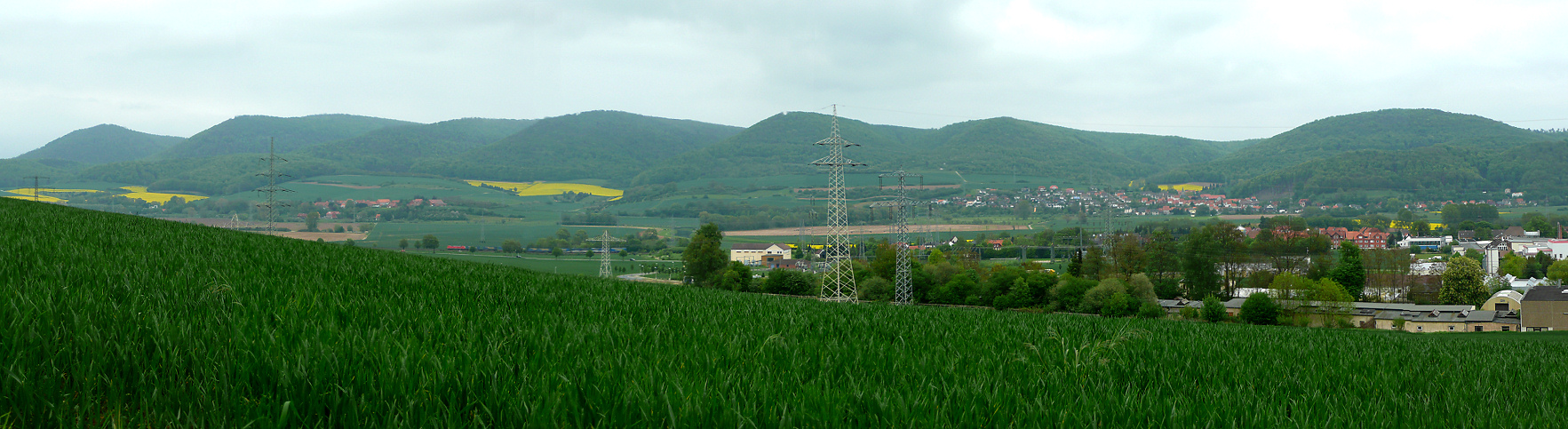
Blick vom Hang des Rothenbergs nordostwärts zu den Sieben Bergen, mit Limmer (vorne), Eimsen (hinten rechts) und Wettensen (hinten links)

Die Sieben Berge im niedersächsischen Landkreis Hildesheim sind ein bis 395 m ü. NHN hoher Höhenzug des Leineberglands im Niedersächsischen Bergland.
Zusammen mit den Vorbergen und dem Sackwald gehören die Sieben Berge zur geologischen Struktur der Sackmulde. Mit dem Märchen Schneewittchen haben sie nichts zu tun. Die verbreitete Siebenzahl, die auch im Märchen vorkommt, findet sich zufällig auch hier. Nach dem Roman „Der Bruderhof“ von Heinrich Sohnrey von 1895 hießen die Hügel früher aber auch „Die sieben Brüder“.

## Geographie

### Lage
Der Höhenzug Sieben Berge befindet sich im östlichen Teil des Leineberglands, einem nördlichen Teil des Niedersächsischen Berglands. Er liegt zwischen Gronau an der Leine im Norden, Sibbesse im Nordosten und Alfeld im Süden.
Umgeben sind die Sieben Berge von den Höhenzügen Hildesheimer Wald im Nordosten, Sauberge im Ostnordosten, Vorberge im Osten und Sackwald im Südosten. Westlich schließt sich das Tal der Leine an, hinter dem sich die Höhenzüge Rettberg und, nordnordwestlich davon, Külf ausbreiten. In die Vorberge gehen die Sieben Berge topografisch betrachtet nahtlos über. Am Rand des Höhenzugs entspringen mehrere Bäche, deren Wasser früher oder später in die Leine münden.

### Naturräumliche Zuordnung
Die Sieben Berge bilden zusammen mit dem südöstlich gelegenen Sackwald im Niedersächsischen Bergland (D 36) in der naturräumlichen Haupteinheitengruppe Weser-Leine-Bergland (Nr. 37; Leinebergland) und in der Haupteinheit Alfelder Bergland (377) die Untereinheit Sieben Berge und Sackwald (377.4).

### Erhebungen
Die Sieben Berge, deren höchste Erhebung die Hohe Tafel (395 m) ist, bestehen in Nord-Süd-Richtung betrachtet aus diesen Erhebungen – mit Höhen in Meter (m) über Normalhöhennull (NHN; wenn nicht anders genannt laut):
- Hörzen (365,3 m)[2] – östlich von Brüggen
- Hohe Tafel (ca. 395 m; auch Tafelberg und im Jahre 1886 der steile Brink, die Platte und „die Wacht an der Leine“ genannt) – ostsüdöstlich von Brüggen, mit Ernst-Binnewies-Turm (Volksmund: Tafelbergturm; Aussichtsturm)
- Saalberg (ca. 317,0 m) – südöstlich von Brüggen
- Ostenberg (300 bis 320 m) – östlich von Dehnsen, Westflanke/-sporn des Remmser Kopfs (356,0)
- Lauensberg (333,4 m)[3] – nordnordöstlich von Eimsen
- Heimberg (319 m)[2] – nordöstlich von Eimsen
- Himmelberg (307,5 m) – nördlich von Alfeld (Leine), mit Himmelbergturm (22,12 m hoch)

Weitere Erhebungen, die an die Sieben Berge grenzen, sind (nach Höhe sortiert):
- Nesselberg (357,9 m) – ostsüdöstlich von Brüggen
- Nußberg (302,4 m) – zwischen Rheden und Eberholzen, mit Sendeturm (Nordostflanke)
- Ortsberg (279 m)[3] – nordöstlich von Alfeld

### Fließgewässer
Zu den Fließgewässern in und an den Sieben Bergen gehören:
- Despe – passiert die Sieben Berge im Norden in Ost-West-Richtung fließend, östlicher Nebenfluss der Leine
- Hahmbach – entspringt im Nordosten der Sieben Berge an Nahtlinie zu den Vorbergen, südlicher Nebenfluss der Despe
- Leine – passiert die Sieben Berge im Westen in Süd-Nord-Richtung fließend, linker Nebenfluss der Aller
- Warnebach (Warne) – entspringt im Südosten der Sieben Berge nahe Langenholzen, nordöstlicher Zufluss der Leine; im 14. Jahrhundert in Alfeld kanalisiert; ihr Wasser trieb die Obere und Untere Warnemühle an

### Ortschaften

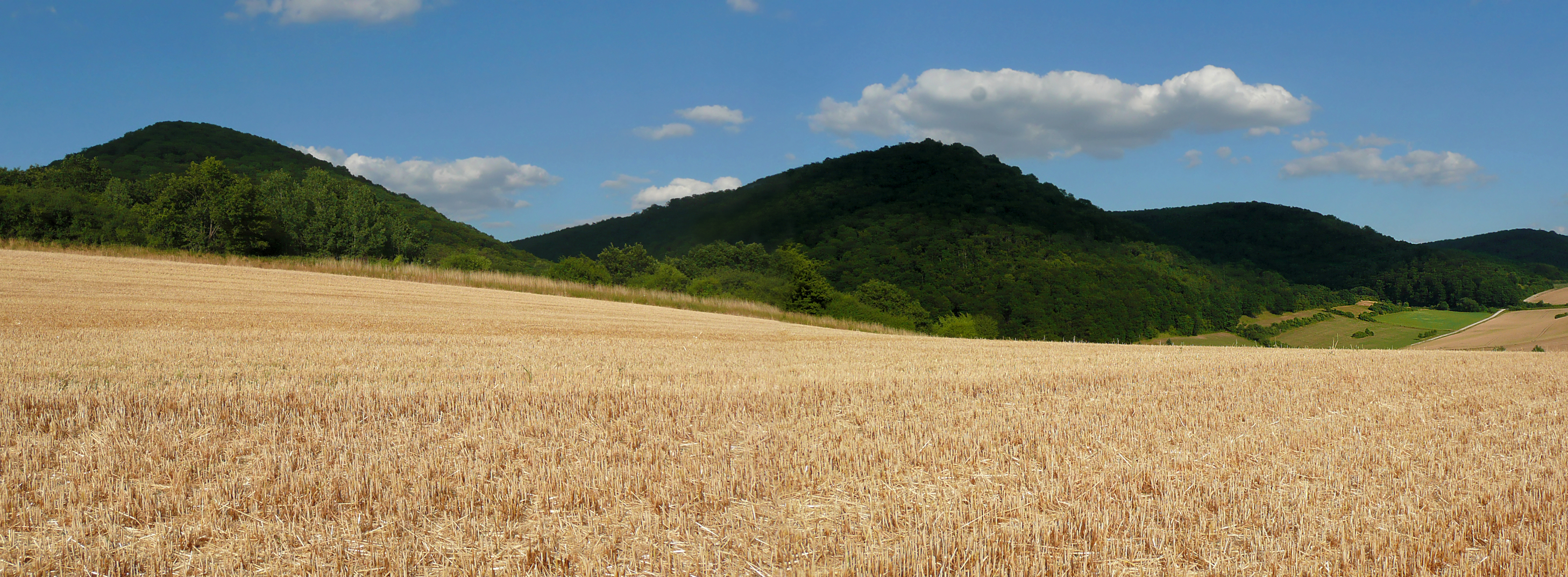
Höhenzüge der Sieben Berge vor Stoppelfeldern

Zu den Ortschaften am Rand der Sieben Berge gehören:
- Alfeld – an der Leine, südlich der Sieben Berge
- Brüggen – an der Leine, nordwestlich der Sieben Berge
- Eberholzen – am Hahmbach, nordnordöstlich der Sieben Berge
- Gronau – an der Leine, nördlich der Sieben Berge
- Rheden – östlich der Leine, westlich der Sieben Berge
- Sibbesse – im Einzugsgebiet der Despe, nordöstlich der Sieben Berge

## Schutzgebiete
Am Südwestrand der Sieben Berge liegt das Naturschutzgebiet (NSG) Unterer Lauensberg (CDDA-Nr. 166005; 1986 ausgewiesen; 9,3 ha groß) und südöstlich am Übergang zu den Vorbergen das NSG Schiefer Holzer Berg (CCDA-Nr. 165384; 1984; 12 ha). Auf nahezu dem gesamten Höhenzug befinden sich Teile des Landschaftsschutzgebiets Sieben Berge und Vorberge (CDDA-Nr. 324552; 1989; 33,688 km²) und auch solche des Fauna-Flora-Habitat-Gebiets Sieben Berge, Vorberge (FFH-Nr. km²; 3924-301 km²).

## Schneewittchen
Um eine größere Bekanntheit des Höhenzugs der Sieben Berge herbeizuführen, wird oft ein Zusammenhang mit dem durch die Brüder Grimm gegen Anfang des 19. Jahrhunderts aufgezeichneten Märchens Schneewittchen hergestellt. Im Märchen lebte Schneewittchen mit den Sieben Zwergen hinter den Sieben Bergen. 
Das Märchen wird in verschiedenen Regionen in Deutschland verortet. Dazu zählte eine Zeit lang auch die Region Alfeld im südlichen Niedersachsen, wobei der Stand der Erzählforschung eher dagegen spricht, dass hier der  Ursprung liegt. Greift man die Sieben Berge als geografischen Hinweis auf, so findet man zwar nordwestlich von ihm den Bergwerksort Osterwald, einen Ortsteil von Salzhemmendorf am gleichnamigen Höhenzug Osterwald im Leinebergland. Dort wurde auch seit dem 16. Jahrhundert ein Steinkohlenbergwerk (Hüttenstollen Osterwald) betrieben. Glasproduktion gab es in der Nähe durch das Lauensteiner Glas. Verlängert man die Linie von Osterwald über die Sieben Berge bei Alfeld, so kommt man zur Ruine der Stauffenburg, in der die böse Stiefmutter gewohnt habe. Ein örtlicher Bezug zu den Märchensammlern, den Brüdern Grimm, liegt allerdings nicht vor, da sie zur Zeit der Sammlung des Märchens nicht an der Universität im nahegelegenen Göttingen lehrten und sich nicht im Alfelder Raum aufgehalten haben. Das Märchen findet sich bereits in der ersten Ausgabe der Kinder- und Hausmärchen von 1812, lange bevor die Grimms ihren Ruf an die Universität Göttingen erhielten.

## Sehenswertes
Zu den Sehenswürdigkeiten der Sieben Berge gehört die Waldlandschaft, in der kalkliebende Pflanzenarten, wie Orchideen, auf warmen Standorten vorkommen. Der Höhenzug kann auf Wanderwegen erkundet werden. Aussichtstürme sind der Himmelbergturm und Ernst-Binnewies-Turm. Auch die Ruine der Schulenberger Kapelle, die sich nordöstlich des Alfelder Ortsteils Sack auf der Südwestflanke der benachbarten Vorberge befindet, ist sehenswert. Auf dem Berg Wernershöhe (327,9 m) in den Vorbergen steht die Kulturherberge Wernershöhe, in der Wanderer übernachten können. Am nordnordwestlichen Rand der Sieben Berge liegt das Segelfluggelände An den Sieben Bergen.

## Verkehr und Wandern
Zu erreichen sind die Sieben Berge, durch die keine Straßen führen, über die in Alfeld von der Bundesstraße 3 abzweigende, kurvenreiche Landesstraße 485 sowie über davon abzweigende Stichstraßen. Der unbesiedelte Höhenzug ist von mehreren Forst- und Wanderwegen durchzogen.